# Llullaillaco
Llullaillaco este un stratovulcan aflat la granița dintre Argentina (provincia Salta) și Chile. 

## Date generale
Acesta se află în Puna de Atacama, o regiune de piscuri vulcanice foarte mari pe un platou înalt în Deșertul Atacama, unul dintre cele mai uscate locuri din lume. Este al cincilea vulcan ca mărime din lume, și este, de asemenea, al șaptelea munte ca înălțime din emisfera vestică. El este cel mai înalt vulcan latent din lume.
Llullaillaco urmează modelul tipic de Vulcan din Puna de Atacama: este înconjurat de câmpuri mari de moloz, și este perpetuu limitat de zăpadă și ghețarii mici, în ciuda condițiilor extrem de uscate din regiune.
Numele său vine din denumirea în limba Aymara pentru "apă tulbure": llulla = murdară și yacu = apă. Alte surse susțin că numele provine din limba Quechua: Lullac = minciună,  Yacu = apă  adică "apă mincinoasă (sau înșelătoare)".
A fost confirmat faptul că incașii au urcat Llullaillaco în perioada pre-columbiană. Artefactele de pe pisc constituie cea mai mare mărturie a prezenței umane la nivel mondial înainte de secolul al XIX-lea. De asemenea, jefuitorii de morminte au atins, de asemenea, piscul său și piscurile altor munți din regiune în căutările lor. Prima ascensiune a fost înregistrată la 01 decembrie 1952, de Bion González și Harseim Juan.

## Rute pentru alpinism
Există mai multe trasee pentru alpinism, care nu necesită tehnici de alpinism de specialitate, deși altitudinea impune o dificultate mare și este în sine un factor foarte periculos. Sunt necesare crampoane de fier și un topor pentru cele mai multe căi peste câmpurile de gheață.
Cu toate acestea, zona de pe partea chiliană a muntelui este cunoscută pentru a avea câteva mine de teren care au fost instalate în perioada conflictului Argentina-Chile din 1978-1982, acest lucru este extrem de periculos. 

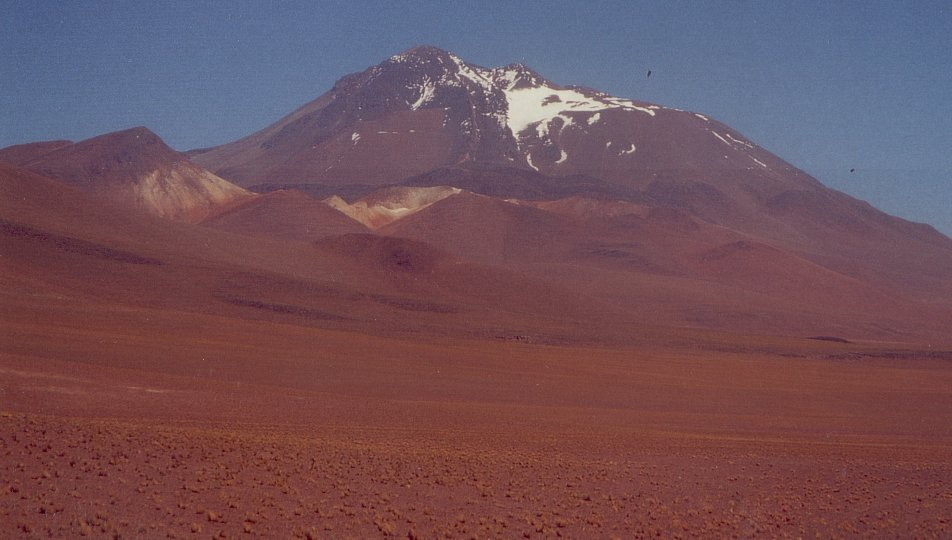
Llullaillaco în 2002

## Arheologie
Între 1983-1985 arheologul american dr. Johan Reinhard a condus trei sondaje de situri arheologice pe piscul și pantele muntelui.
În 1999 pe piscul Llullaillaco, o expediție argentiniană-peruană condusă de Johan Reinhard și arheologul argentinian Ceruti Constanza a găsit organismele perfect conservate a trei copii Inca, sacrificați cu aproximativ 500 de ani mai devreme. Aceasta este cea mai înaltă înmormântare Inca care a fost până acum descoperită în Tawantinsuyu, și este situl arheologic aflat la cea mai mare altitudine din lume.
Conform scrierilor contemporane ale preoților spanioli, acești copii au participat la capacocha, un ritual de sacrificiu care a avut loc pentru celebrarea evenimentelor-cheie din viața împăratului Inca.
Mumiile sunt cele ale unei fete de 15 ani, poreclită "La doncella" (fată), un băiat de șapte ani, și o fetiță de șase ani, poreclită "La niña del Rayo" (fata fulger). Ultima poreclă reflectă faptul că cândva în perioada de 500 ani petrecută pe pisc, mumia a fost lovită de fulger, acest lucru a dus la arderea parțială a corpului conservat și unora din artefactele ceremoniale aflate la stânga de mumii.
Cele trei mumii sunt expuse la muzeul "Museo de Arqueología de Alta Montaña" în Salta, Argentina, într-un mod de rotație, astfel încât să nu se expună oricare dintre mumii pentru prea mult timp. Mumiile sunt de obicei rotite în expoziție la fiecare șase luni.

### La Doncella

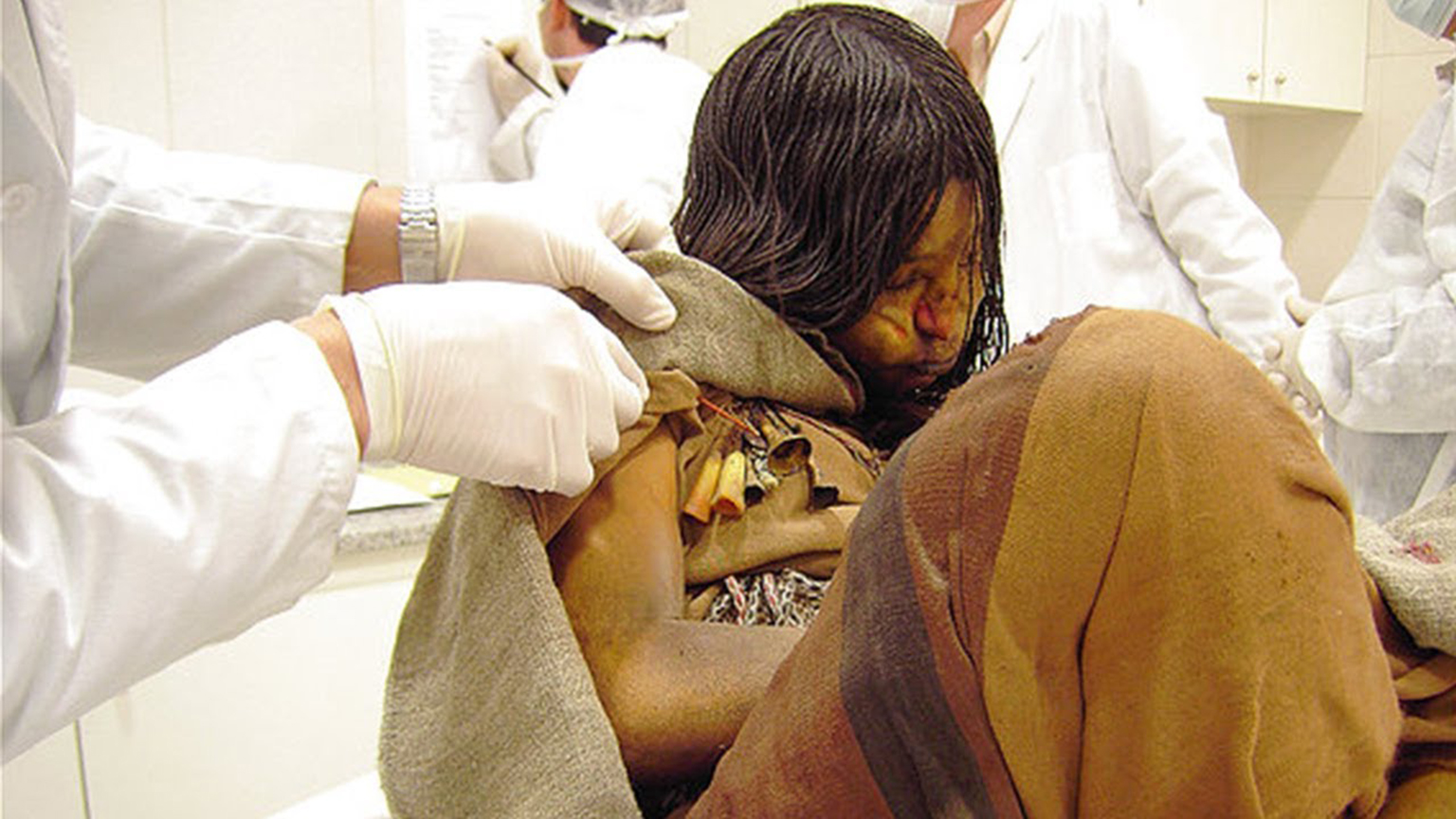
La Doncella

Această mumie a fost găsită purtând o frizură magnifică, acest lucru însemna că ea a fost, probabil, o aclla sau o virgină a soarelui. Ea a fost aleasă și sfințită de copil mic pentru a trăi cu alte fete și femei, care vor deveni soții regale, preotese și sacrificii. Ea a purtat, de asemenea, o rochie maro, și a fost îngropată cu mai multe statui. Părul ei era împletit amănunțit și a avut câteva fire de păr alb, indicând, probabil, stres emoțional. Ea și ceilalți se crede că au fost drogați cu chicha, o bere de porumb, și cu frunze de coca, înainte de a fi abandonați pe munte.

### Băiatul mumie
Unele dintre hainele băiatului conțin vomă amestecată cu sânge, sugerând că acesta ar fi suferit din cauza unui edem pulmonar. Se crede că a murit de sufocare. El a fost singurul dintre mumii care a fost legat, o bucată de pânză a fost trasă și strânsă în jurul lui suficient de tare pentru a-i rupe coastele și a-i disloca pelvisul.

### 'La niña del Rayo', mumia fetei tinere
Organismul acestui copil a fost lovit de fulger cândva după moartea ei. Purta o frizură cu o placă de metal peste fruntea ei. Ea a fost îngropată cu borcane care au fost făcute în jurul lacului Titicaca și Cuzco, care arată cât de departe e posibil ca ea să fi călătorit. Ea este singura din cele trei mumii care are chipul ridicat în sus.

## Geologie

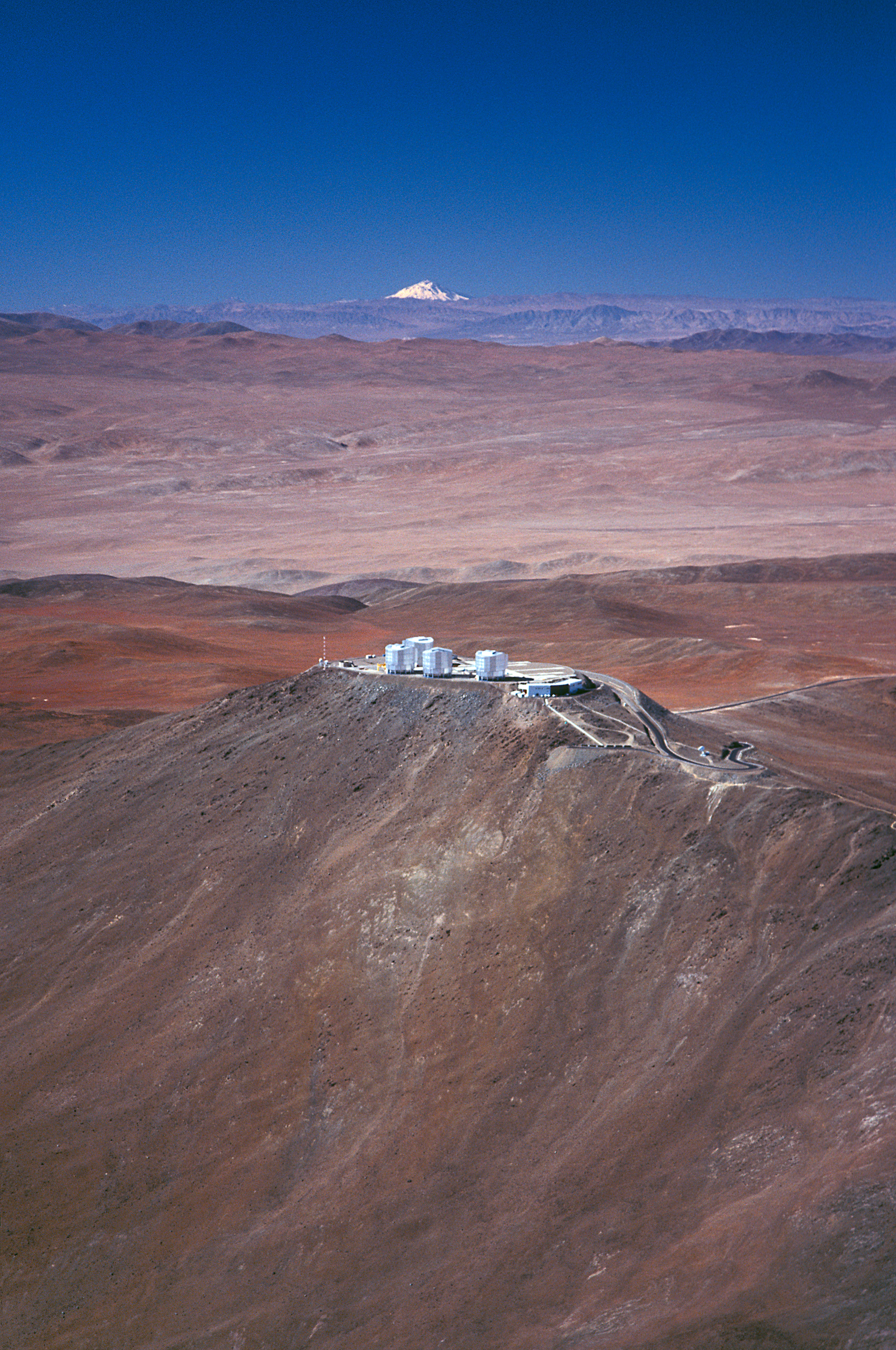
Observatorul Paranal și Vulcanul Llullaillaco

Două etape geologice majore pot fi evidențiate în istoria vulcanului: Llullaillaco I, vulcanul ancestral primar care datează din pleistocen. Două conuri foarte erodate cu asociate curgeri de lavă, până la 20 de km lungime, distribuite în principal în vest, sunt dovezile acestei etape.
Peste acest vulcan primar se află un edificiu secundar bine conservat post-glacial numit Llullaillaco II, care a fost activ în timpul istoriei umane. Multe din curgerile de lavă din holocen sunt asociate cu această fază din urmă, două dintre cele mai notabile sunt direcționate la nord și la sud de vulcan. Aceste curgeri cu aspect tineresc dacitic au fost datate a fi din pleistocenul târziu. În plus, depozitele din avalanșe fierbinți, se extind până la 3 km și sunt asociate cu una dintre curgerile de lavă din sud. Există încă alte curgeri rămase foarte vizibile: una dintre cele mai izbitoare, aparent provocată de prăbușirea parțială a Lullaillaco I cu aproximativ 150.000 de ani în urmă, se extinde spre est în Argentina, înconjurând stratovulcanul Cerro Rosado la 17 km est și se termină în depozitul de sare Salar del Llullaillaco. Acest depozit nu a fost încă bine studiat.
Există rapoarte de erupții în 1854, 1868 și 1877. Aceste erupții probabil au format cele mai noi curgeri de lavă din zonă, care sunt ușor de recunoscut din cauza aspectului lor foarte închis.